# Perxe de Belart
Perxe de Belart és un perxe (porxo) de la Fatarella inclòs a l'Inventari del Patrimoni Arquitectònic de Catalunya.

## Descripció
Fins farà uns 150 anys el casc vell era una vila closa. Avui quasi totes les portes d'aquesta han desaparegut. Aquest porxo estava a l'interior del recinte tancat, amb habitatge per sobre. Està configurat per un parell d'arcs apuntats de pedra que serveixen per suportar bigues de fusta mitjançant mènsules de pedra, que al mateix temps reben les altres bigues que conformen el forjat. Al mig hi ha una altra biga creuada com a reforç.
A l'interior hi ha les restes d'una porta de mig punt dovellada, avui cegada

## Història
L'any 1570 la vila era closa, amb tres portals: el de Can Mossenye (c/Font), Ca la Giralda (c/Prades) i Can Cabús (c/Sant Andreu), tots perduts actualment.
Posteriorment n'aparegueren altres dos: Can Bó (c/ Sant Joan) i Ca la Monja (c/ Vall d'Estudi), que encara resten, el segon utilitzat com a pallissa.
Els citats eren portes al perímetre exterior de la vila, els interiors s'han conservat.